# Riccia, Molise
Riccia este o comună din provincia Campobasso, regiunea Molise, Italia, cu o populație de 5.503 locuitori și o suprafață de 70,04 km².

## Demografie
Riccia, Molise - evoluția demografică

|  | Graficele sunt indisponibile din cauza unor probleme tehnice. Mai multe informații se găsesc la Phabricator și la wiki-ul MediaWiki. |

Date: Recensăminte sau birourile de statistică - grafică realizată de Wikipedia